# Rimskaja
Rimskaja (in russo Римская?, "romana") è una stazione della Metropolitana di Mosca, situata sulla Linea Ljublinsko-Dmitrovskaja. Fu inaugurata il 28 dicembre 1995, giorno dell'inaugurazione della linea. La fermata è intitolata alla capitale italiana, Roma, ed è opera degli architetti Lev Popov e Nattalia Rasstegnyaeva, che la disegnarono seguendo il tema della storia di Roma.
La stazione è unica ed è costruita secondo un progetto inusuale, in cui è applicato il design con tre ambienti (due banchine divise tramite delle colonne da un corridoio), e tutte le infrastrutture giacciono su una struttura monolitica. La stazione si trova alla profondità di 54 metri. Le larghe colonne squadrate sono ricoperte in marmo grigio, così come le mura; il soffitto è di alluminio; granito rosso, nero, grigio e bianco ricopre invece il pavimento.
Le decorazioni sono di scultore Leonid Berlin e architetti italiani G.Imbrighi, A.Quattrocchi, e tra queste vi è una fontana (attualmente non funzionante a causa dell'umidità dell'aria) con colonne romane tipiche, oltre a una scultura di un bambino al termine del corridoio centrale e a quattro medaglioni che ritraggono una donna-lupo, Romolo, Remo e un arco trionfale di Roma.

## Interscambi
Da questa stazione è possibile effettuare il trasbordo a Ploščad' Iljiča, sulla Linea Kalininskaja, attraverso passaggi pedonali. L'ingresso della stazione si trova sotto piazza Rogožskaja Zastava.